# AGIL-Schema
Das AGIL-Schema ist ein systemtheoretisches Modell, das in den 1950er Jahren von dem amerikanischen Soziologen Talcott Parsons entwickelt wurde. Es beschreibt systematisch die Grundfunktionen, die ein jedes System zur Selbsterhaltung erfüllen muss. Zunächst als Grundlage einer Handlungstheorie entworfen, übertrug Parsons das AGIL-Schema in späteren Arbeiten auch auf soziale Systeme.

## Grundkonzept

Grundlegendes AGIL-Schema: Das Handlungssystem

### Vier Funktionen
Nach Talcott Parsons muss jedes existierende oder denkbare System vier Funktionen erfüllen, um seine Existenz erhalten zu können:
1. Adaptation (Anpassung): die Fähigkeit eines Systems, auf die sich verändernden äußeren Bedingungen zu reagieren, sich anzupassen.
2. Goal Attainment (Zielverfolgung): die Fähigkeit eines Systems, Ziele zu definieren und zu verfolgen.
3. Integration (Eingliederung): die Fähigkeit eines Systems, Kohäsion (Zusammenhalt) und Inklusion (Einschluss) herzustellen und abzusichern.
4. Latency bzw. Latent Pattern Maintenance (Aufrechterhaltung): die Fähigkeit eines Systems, grundlegende Strukturen und Wertmuster aufrechtzuerhalten.

### Anordnung der Funktionen im Quadratraster
Die Funktionen werden dabei nach zwei dichotomen Kriterien in einem quadratischen Raster angeordnet:
- instrumental ↔ konsumatorisch
  - Die beiden instrumentalen Funktionen „Adaptation“ und „Latency“ stehen links. Sie werden instrumental genannt, da sie wie ein Hilfsmittel der Erfüllung anderer Zwecke dienen.
  - Die beiden konsumatorischen Funktionen „Goal Attainment“ und „Integration“ stehen rechts.  Sie werden konsumatorisch genannt, da sie direkten Nutzen stiften, gewissermaßen konsumiert werden können.
- aktiv ↔ passiv
  - Die beiden aktiven Funktionen „Adaptation“ und „Goal-Attainment“ stehen oben. Sie nehmen eine eher aktive, verändernde Rolle ein.
  - Die beiden passiven Funktionen „Integration“ und „Latency“ stehen unten. Sie nehmen eine eher passive, konservierende Rolle ein.

Die jeweils horizontal nebeneinanderstehenden Teilbereiche interagieren durch symbolische Tauschmittel wie Geld, Macht, Einfluss oder Wertbindung.
In der Reihenfolge „Adaptation“, „Goal Attainment“, „Integration“ und „Latency“ nehmen die ermöglichenden Kräfte immer weiter ab, während die ordnungsschaffenden Kräfte immer mehr zunehmen.

## Das Handlungssystem

Untergliederung des Handlungssystems nach dem AGIL-Schema

Um die vier Funktionen wahrnehmen zu können, bildet ein System spezifische Subsysteme aus, die die jeweilige Aufgabe erfüllen. Im umfassendsten und gleichzeitig abstraktesten System, dem Handlungssystem, sind dies:
1. Das Verhaltenssystem (adaptation), es basiert auf Bedürfnissen.
2. Das Persönliche System (goal attainment), es basiert auf Motiven. (Organisiertes System von Handlungsorientierungen eines Individuums)
3. Das soziale System (integration), es basiert auf Sozialen Rollen. (System miteinander verbundener Handlungen verschiedener Akteure)
4. Das kulturelle System (latency), es basiert auf Wertvorstellungen. (Organisation der Werte, Normen, Symbole, die die Handlungen der Akteure beeinflussen)

Jedes Handeln, gleich ob von Individuen oder kollektiven Akteuren unterschiedlichster Art (Gruppen oder Organisationen) ergibt sich demnach stets aus diesen vier Komponenten.
Hinweis: Der Begriff soziales System hat innerhalb der Parsons'schen Theorie eine Doppelbedeutung. Zum einen ist es wie oben beschrieben ein Teil des menschlichen Handlungssystems, zum anderen beschreibt der Begriff aber auch gesellschaftliche Systeme im Sinne des Strukturfunktionalismus.
Untergliederung in Subsysteme am Beispiel des sozialen Systems
Auch jedes dieser vier Subsysteme unterliegt dem AGIL-Schema, es lässt sich also wiederum in die vier Grundfunktionen zerlegen. Im Falle des Sozialen Systems sind dies folgende vier Komponenten:
1. das Wirtschaftssystem (adaptation)
2. das politische System (goal attainment)
3. das Gemeinwesen(-system) (integration)
4. das kulturelle System (latency)

## Parsons und der Systemfunktionalismus
Parsons gilt zwar als einer der Begründer des Strukturfunktionalismus, gerade am AGIL-Schema wird aber die Aufnahme von Ansätzen aus der Allgemeinen Systemtheorie deutlich. Die daraus resultierende Weiterentwicklung zum „Systemfunktionalismus“ legte den Grundstein für die Soziologische Systemtheorie.